# Frontière entre le Canada et le Danemark
La frontière entre le Canada et le Danemark sépare le nord-est du Canada de l'ouest du Groenland, pays constitutif du Danemark. Essentiellement maritime, la frontière comporte une petite partie terreste au niveau de l'île Hans.

## Caractéristiques
La frontière est située à l'est de l'archipel Arctique canadien et à l'ouest du Groenland : elle débute au nord-est de l'île d'Ellesmere dans la mer de Lincoln et, du nord au sud, traverse le détroit de Nares, la baie de Baffin, le détroit de Davis et aboutit dans la mer du Labrador.
La frontière traverse l'île Hans, un îlot de 1,3 km2 situé au centre du passage Kennedy : l'île est partagée du nord au sud en deux parties à peu près égales. La frontière mesure 1,2 km de long, ce qui en fait, en 2024, l'une des plus petites frontières terrestres du monde (la frontière entre l'Espagne et Gibraltar est d'une longueur similaire, tandis que celle entre le Botswana et la Zambie mesure moins de 200 m).

## Historique

### Traité frontalier de 1973
La frontière maritime est établie le 17 décembre 1973 par un traité entre le Canada et le Danemark, délimitant le plateau continental entre les deux pays.

### Désaccord frontalier
Lors de la signature du traité en 1973, le Canada et le Danemark laissent en suspens la question de la souveraineté sur l'île Hans. Le Danemark revendique le territoire qu'il aurait découvert en 1852. Il s'appuie aussi sur le fait que la Cour permanente de justice internationale lui a reconnu en 1933 la possession du Groenland et que l'île Hans appartient au même bloc géologique. Le Canada estime de son côté que l'île a été découverte par un explorateur britannique. Le traité liste 127 points de longitude et latitude délimitant la frontière, mais ne trace aucun segment entre les points 122 et 123, car l'île Hans se situe entre ces deux points.
Le désaccord frontalier est résolu le 14 juin 2022 : l'île est partagée entre les deux pays.

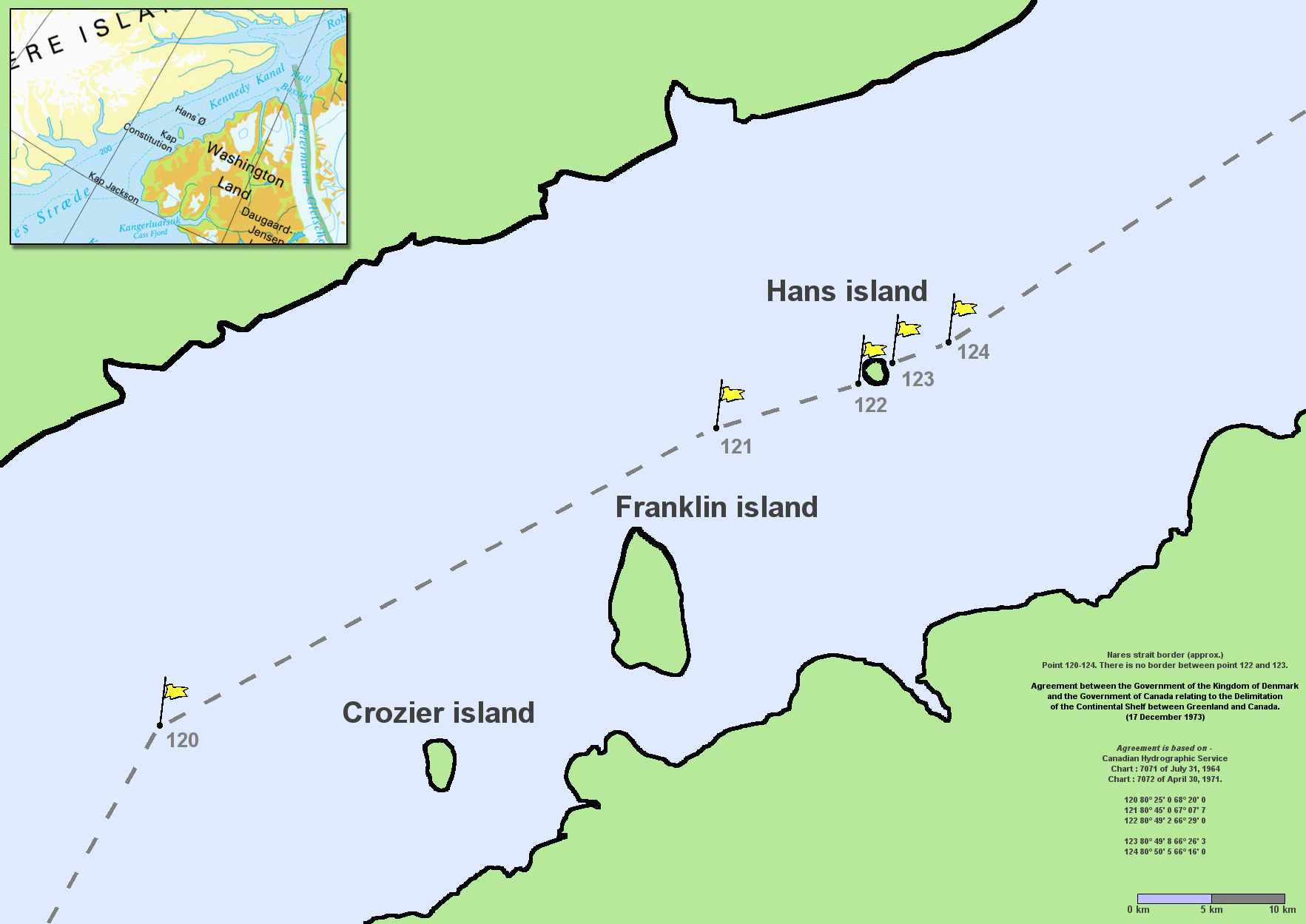
Carte du passage Kennedy. La frontière maritime est représentée en points reliés par des pointillés. L’île Hans se situe entre les points 122 et 123, à distance égale du Canada et du Groenland.